# جادوگر مسکویی
جادوگر مسکویی (به اوکراینی: Москаль-Чарівник) یک فیلم کمدی موزیکال محصول ۱۹۹۵ میلادی توسط فیلمساز اوکراینی مایکولا زاسیف-رودنکو بر اساس کتاب نویسندهٔ نامدار اوکراینی، ایوان کوتلیارفسکی است. این فیلم با تصویری دقیق از فرهنگ اوکراینی، زیبایی سنت‌ها، موسیقی، لباس‌ها و زبان اوکراینی را نشان می‌دهد.

## طرح داستانی
داستان در اوکراین در آغاز قرن ۱۹ میلادی اتفاق می‌افتد. داستان روایت می‌کند که چگونه یک کارمند محلی، به نام فینتیک، سعی می‌کند یک کشاورز زن به نام تتیانا را اغوا کند؛ همسر او به نام میخائیلو، به عنوان یک چوماک (یک حرفهٔ تجاری دوره‌گردیِ تاریخی و سنتی که متکی بر ارابه است، همچون حرفهٔ نمکی‌های سیار در ایران)، باید به مدت نه هفته برای فروش بار نمک به کریمه برود. با حضور یک سرباز ارتش روسیه و درخواست او برای اقامت، این زوج غافلگیر می‌شوند. همهٔ سربازان، اگر کازاک نبودند و البته به زبان اوکراینی صحبت نمی‌کردند، در اوکراین به آن‌ها موسکالی می‌گفتند (مفرد آن موسکال، به معنی: مُسکویی است) نام فیلم نیز برگرفته از این اصطلاح است. بانوی جوان سعی می‌کند رابطهٔ خارج از ازدواج خود را پنهان کند و به سرباز اجازه می‌دهد تا برای استراحت بماند. زمانی که میخائیلو به زودی بازمی‌گردد، تتیانا منشی را پنهان می‌کند. موسکال می‌داند که چیزی بین تتیانا و فینتیک در حال وقوع است، اما او نقطهٔ اشتراکی با میزبان خود پیدا می‌کند. آن‌ها توافق می‌کنند تا از شر منشی خلاص شوند اما ازدواج او را خراب نکنند. سپس صحنه‌های کمی وجود دارد که نشان‌دهندهٔ روابط بین قومیِ عجیب میان اوکراینی‌ها و روس‌ها در مواجهه با سرباز است. در پایان فیلم، سرباز در نهایت کارمند را از یک مخفیگاه بیرون می‌کشد، در حالی که میخائیلو در حال سیاه‌شدن است چه به خاطر تمام شدن مشروب و چه درک وضعیت شوکه‌آمیز. در صحنهٔ آخر همه به میخائیلو توضیح می‌دهند که واقعاً چه و چرا اتفاق افتاده‌است. شوهر واقعاً عصبانی می‌شود و قصد دارد همه را بکشد، اما موسکال به موقع وارد عمل می‌شود تا اوضاع را خنثی کند.

## بازیگران
- تتیانا - روسلانا پیسانکا
- میخائیلو - الکساندر بودنارنکو
- موسکال - بوهدان بنیوک
- فینتیک - کوستیانتین شافورنکو
- گئورگی دروزد

## جوایز
- ۱۹۹۶ — جایزهٔ برگزیده تماشاگران «فرشتهٔ بلورین» آی‌اف‌اف (IFF) در اسلاووتیچ، اوکراین.
- ۱۹۹۶ — جایزهٔ دوم جشنواره و جایزهٔ همدردی تماشاگران آی‌اف‌اف (IFF) در گاچینا، روسیه.
- ۱۹۹۷ — جایزه «برای خنده دارترین فیلم» جشنواره یالتا، اوکراین.